# Michael Shermer
Michael Brant Shermer (Glendale, Californië, 8 september 1954) is een Amerikaans wetenschappelijk auteur en historicus. Tevens is hij de oprichter van The Skeptics Society en hoofdredacteur van het daarbij behorende tijdschrift Skeptic, dat zich voornamelijk richt op het onderzoeken en ontkrachten van pseudowetenschap en bovennatuurlijke beweringen.
Shermer zegt vroeger een fundamentalistische christen te zijn geweest die is bekeerd tot het atheïsme, hoewel hij zich liever nontheïst noemt. Hij is een uitgesproken voorstander van humanistische filosofie, een bestrijder van bijgeloof en een radicale verdediger van de vrijheid van meningsuiting waarbij fanatisme dient te worden vermeden. Naar zijn mening dienen andersdenkenden zakelijk en nuchter te worden gerespecteerd en abjecte opvattingen, zelfs bijvoorbeeld de Holocaustontkenning, dienen met argumenten en feiten te worden ontzenuwd en niet middels verboden worden bestreden. Op jongere leeftijd was hij een vermaard ultralangeafstandwielrenner, en onder meer een deelnemer aan de eerste edities van de RAAM in de jaren 80.

## Academisch leven

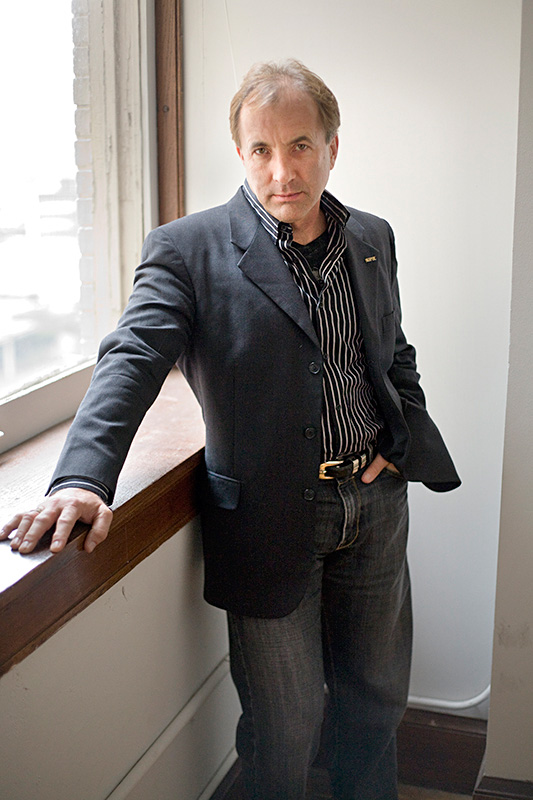
Michael Shermer in 2008

Shermer genoot opleidingen voor een B.A. in psychologie aan de Pepperdine University en een M.A. experimentele psychologie aan de California State University - Fullerton. Verder haalde hij een Ph.D. in wetenschapsgeschiedenis aan de Claremont Graduate University met een proefschrift getiteld Heretic-Scientist: Alfred Russel Wallace and the Evolution of Man: A Study on the Nature of Historical Change. Aan Pepperdine University begon hij oorspronkelijk een studie in christelijke theologie, voor hij overstapte op psychologie.
Shermer gaf van 1979 tot 1998 les in psychologie, evolutietheorie en wetenschapsgeschiedenis. Dat deed hij achtereenvolgens op Occidental College (1989–1998), California State University - Los Angeles en Glendale College.

## Populaire wetenschap
Shermer behoort tot de selecte groep wetenschappers die niet alleen in de eigen branche bekend is, maar ook bij het grote publiek. Dit komt deels doordat zijn pennenvruchten veelal ruim toegankelijk zijn geschreven (zoals bijvoorbeeld ook die van Richard Dawkins, Daniel Dennett, Steven Pinker en Christopher Hitchens), maar hij werd vooral een bekend gezicht door verschijningen in de televisieprogramma's van onder meer Charlie Rose, Larry King en Oprah Winfrey. Daarnaast is Shermer geïnterviewd voor documentaires van onder andere PBS, Discovery Channel, The History Channel en The Science Channel.

## Publicaties (selectie)
De eerste publicaties van Shermer waren boeken over wielrennen, waarbij hij rijkelijk kon putten uit zijn persoonlijke ervaringen als langeafstandwielrenner, onder andere als deelnemer aan de Race Across America (RAAM).
- Sport Cycling: A Guide to Training, Racing, and Endurance (1985)
- Cycling: Endurance and Speed (Sportsperformance) (1987)

Shermer schreef vervolgens in de loop der jaren een reeks boeken vanuit een wetenschappelijke en sceptische invalshoek. Van hem verschenen:
- Teach Your Child Science (1989)
- Teach Your Child Math and Mathemagics (1999)
- The Borderlands of Science: Where Sense Meets Nonsense (2001)
- How We Believe: The Search for God in an Age of Science (2001)
- The Skeptic Encyclopedia of Pseudoscience (2002)
- Denying History: Who Says the Holocaust Never Happened and Why Do They Say It? (2002)
- In Darwin's Shadow: The Life and Science of Alfred Russel Wallace: A Biographical Study on the Psychology of History (2002)
- Why People Believe Weird Things: Pseudoscience, Superstition, and Other Confusions of Our Time. (2e herziene versie, 2002)
- The Science of Good and Evil: Why People Cheat, Gossip, Care, Share, and Follow the Golden Rule (2004)
- Science Friction : Where the Known Meets the Unknown (2005)
- Secrets of Mental Math: The Mathemagician's Guide to Lightning Calculation and Amazing Math Tricks (2006)
- Why Darwin Matters: The Case Against Intelligent Design (2006)
- The Mind of The Market: Compassionate Apes, Competitive Humans, and Other Tales from Evolutionary Economics (2007)
- The Moral Arc: How Science and Reason Lead Humanity toward Truth, Justice, and Freedom (2015)
- Viewing the World with a Rational Eye (2016)
- Heavens on Earth: The Scientific Search for the Afterlife, Immortality, and Utopia (2018)
- Giving the Devil his Due: Reflections of a Scientific Humanist (2020)

In zijn jongste publicatie Giving the Devil his Due: Reflections of a Scientific Humanist breekt hij radicaal een lans voor de vrijheid van meningsuiting: standpunten die we zelf verwerpelijk achten, behoren we te tolereren en zo nodig met argumenten en feiten te bestrijden i.p.v. deze te verbieden; dat zal ons eigen redeneervermogen alleen maar sterken.
- Bibsys: 97032858
- Bibliothèque nationale de France: cb13621098t (data)
- Catàleg d'autoritats de noms i títols de Catalunya: 981058508807606706
- CiNii: DA12068089
- Gemeinsame Normdatei: 115435344
- International Standard Name Identifier: 0000 0001 1453 1759
- Library of Congress Control Number: n85018913
- MusicBrainz: eeb055a5-4539-43fc-bb92-d281d6e31b59
- Bibliotheek van het Japanse parlement: 00725239
- Nationale Bibliotheek van Tsjechië: vse2009527273
- Nationale Bibliotheek van Israël: 987007268028605171
- Nationale Bibliotheek van Polen: a0000002269732
- Nederlandse Thesaurus van Auteursnamen: 166330248
- Réseau des bibliothèques de Suisse occidentale: 02-A006008372
- LIBRIS: 224600
- Système universitaire de documentation: 05661926X
- Virtual International Authority File: 98591118
- WorldCat: E39PBJbH38VQ77QtR3CJbDckjC